# Jerko Marinić Kragić
Jerko Marinić Kragić (* 24. Januar 1991 in Split) ist ein kroatischer Wasserballspieler. Er gewann bis 2024 mit der kroatischen Nationalmannschaft eine Silbermedaille bei Olympischen Spielen sowie eine Goldmedaille bei Weltmeisterschaften. Bei Europameisterschaften erkämpfte er je einmal Gold und Silber. 

## Sportliche Karriere
Der 1,91 Meter große Jerko Marinić Kragić spielte bis 2015 bei VK Mornar Split und war danach in Italien, Montenegro und Rumänien aktiv. Seit 2020 ist er bei VK Jadran Split. Er war Landesmeister in Montenegro, Rumänien und Kroatien.
Jerko Marinić Kragić wurde 2009 mit der kroatischen Juniorenauswahl Weltmeister, zwei Jahre später belegte er den sechsten Platz bei der Juniorenweltmeisterschaft. 2018 spielte er erstmals bei einem Turnier in der Nationalmannschaft, aber erst nach den Olympischen Spielen 2021 wurde der Center Stammspieler. 2022 gewannen die Kroaten im Viertelfinale der Weltmeisterschaft in Budapest mit 14:12 gegen Serbien. Nach einer 5:10-Niederlage gegen die Spanier im Halbfinale verloren die Kroaten im Spiel um den dritten Platz gegen die Griechen. Zwei Monate später bei der Europameisterschaft in Split gewannen die Kroaten das Halbfinale mit 11:10 gegen Italien und siegten im Finale mit 10:9 über Ungarn. Bei der Weltmeisterschaft 2023 in Fukuoka verloren die Kroaten in den Play-offs gegen Montenegro und belegten am Ende den neunten Rang. Im Januar 2024 bei der in Zagreb und Dubrovnik ausgetragenen Europameisterschaft bezwangen die Kroaten im Halbfinale die Ungarn. Im Finale unterlagen sie den Spaniern mit 10:11. Jerko Marinić Kragić warf im Finale zwei Tore. Einen Monat später bei der Weltmeisterschaft in Doha gewannen die Kroaten im Viertelfinale mit 15:13 gegen die Serben, Marinić Kragić erzielte einen Treffer. Sowohl das Halbfinale gegen Frankreich als auch das Finale gegen die Italiener gewannen die Kroaten erst im Penaltyschießen. Bei den Olympischen Spielen 2024 in Paris belegten die Kroaten in der Vorrunde den vierten Platz. Im Viertelfinale besiegten sie die Spanier und im Halbfinale die Ungarn. Im Finale trafen sie auf Serbien, den Vierten der anderen Vorrundengruppe, und unterlagen 11:13. Jerko Marinić Kragić hatte im Finale 16 Minuten Spielzeit und erzielte drei Treffer.